# FLEX (протокол)
FLEX - это коммуникационный протокол, разработанный компанией Motorola в середине 1990-х годов и используемый во многих пейджерах. FLEX обеспечивает лишь одностороннюю связь (от провайдера на пейджер), однако его родственный протокол ReFLEX обеспечивает двустороннюю передачу. Может использоваться как для передачи буквенно-цифровых, так и двочиных данных. Протокол пришёл на смену менее быстрому POCSAG.

## Протокол
Передача данных сообщений происходит в одном из четырех режимов: 1600/2, 3200/2, 3200/4 или 6400/4. Во всех режимах используется FSK-модуляция. В режиме 1600/2 это двухуровневый FSK-сигнал, передаваемый со скоростью 1600 бит в секунду. В режиме 3200/2 - двухуровневый FSK-сигнал, передаваемый со скоростью 3200 бит в секунду. При 3200/4 - четырёхуровневый FSK-сигнал, передаваемый со скоростью 1600 символов в секунду. Каждый четырёхуровневый символ представляет собой 2 бита при скорости передачи 3200 бит/с. При 6400/4 - 4-уровневый FSK-сигнал, передаваемый со скоростью 3200 символов/с или 6400 бит/с.
Данные передаются в виде набора из 128 кадров, для передачи которого требуется 4 минуты. Каждый кадр содержит синхронизацию и 11 блоков данных. Блоки данных содержат 256, 512 или 1024 бита при 1600, 3200 или 6400 бит/с соответственно. Длина блока всегда постоянна.
Стандарт разработан так, что приемник пейджера можно выключить большую часть времени, чтобы экономить заряд батареи.

## Безопасность
Передаваемые по FLEX данные не шифруются. Для повышения целостности данных используется корректирующий код БЧХ, однако он не защищает сообщения криптографически. Известны случаи активного прослушивания пейджингового трафика посторонними (частные детективы, средства массовой информации и т.п.).

## Использование
- На 1998 год FLEX использовало для коммерческой эксплуатации свыше 160 сетей более чем в 30 странах, что составляло свыше 92% абонентов пейджинговой связи всего мира.[5]
- В Нидерландах службы экстренной помощи используют Flex-протокол в общенациональной пейджинговой сети P2000. Трафик в этой сети можно отслеживать онлайн.[6]
- В штате Южная Австралия пейджинговая сеть SAGRN системы экстренных служб работает на протоколе FLEX 1600, и за её работой можно наблюдать онлайн.[7]

## Программы для декодирования
- PDW
- multimon-ng